# Wanda Rijo
Wanda Rijo Contreras (San Pedro de Macorís, República Dominicana,1979) es una levantadora de pesas dominicana. Primera atleta dominicana de halterofilia en llevarse medalla de oro en los Juegos Panamericanos de 1999. Es tres veces medalla de oro en los Juegos Centroamericanos y del Caribe.En los Juegos Panamericanos de 2003 rompió su propio récord.
Desde 2018, Rijo es articulista en los periódicos El Tiempo y BávaroNews de República Dominicana, con orientaciones a los lectores, desde la perspectiva de la fe.

## Vida personal
Wanda Rijo es la menor de nueve hermanos hijos del matrimonio entre Juan Rijo y Ulbia Contreras.
Está casada casada desde 2007 con el Pastor evangélico Argelis Francisco Rodríguez Álvarez, unión en la que ha procreado tres niñas, Sara Nicoll Ana Isabella y Débora Ester.

## Primeros años
Wanda Rijo se graduó de licenciada en Contabilidad, egresada de la Universidad Nacional Pedro Enrique Ureña (Unphu), formación que compartía con el deporte.Además, es teniente coronel del Ejército de República Dominicana.

## Trayectoria
En 1994 inició el entrenamiento en levantamiento de pesas con la dirección de Héctor Domínguez. En 1997 conquistó tres medallas de oro en los 75 kilogramos en los Juegos Deportivos Nacionales de Valverde, Mao,  pero también participó en Lanzamiento de Jabalina y el Disco, en Atletismo, donde logró dos preseas de plata.
En 1998, Rijo participó en los Juegos Centroamericanos y del Caribe de Maracaibo, Venezuela, conquistando la medalla de oro en los 75 kilogramos en la competencia femenina. Un año más tarde participó en los Juegos Panamericanos de Winnipeg, Canadá y obtuvo la medalla de oro, lo que constituyó la primera alcanzada por un levantador de pesas y apenas la tercera por atletas de República Dominicana en la historia de ese evento. Ese mismo año, conquistó la medalla de plata en el Campeonato Mundial Juvenil que se celebró en la ciudad de Georgia, Estados Unidos. También logró la primera posición en el Campeonato Preolímpico de Levantamiento de Pesas celebrado en Luisiana, lo que le dio el pase para los Juegos Olímpicos de Sídney, Australia 2000 donde quedó dentro del cuadro de las mejores 10 pesistas del mundo.
En los Juegos Nacionales de La Romana conquistó las tres medallas de oro en su modalidad. 
En 2001, Rijo participó en el Campeonato Panamericano de Pesas que se celebró en República Dominicana, donde conquistó las tres medallas de oro en los 75 kilogramos. Un año más tarde, en los Juegos Centroamericanos y del Caribe El Salvador 2002 alcanzó la medalla de plata en los 75 kilogramos. En esa oportunidad hizo un levantamiento de 90 en arranque y 115 en envión, para totalizar 205. Su participación en el Festival Olímpico de México y la Copa Guatemala la convirtieron en la primera atleta dominicana que logra 12 medallas de oro en un año.
En los XIX Juegos Panamericanos Santo Domingo 2003, Rijo logró la medalla de oro en su categoría con 107.5 en arranque y 130.0 en envión para totalizar 237.5 y a la vez, sobrepasar sus marcas anteriores. En esa oportunidad superó a Nora Koppel de Argentina y a Raquel López de Venezuela, ganadoras de las preseas de plata y bronce respectivamente. Con esa actuación se convirtió en la primera dominicana en alcanzar dos medallas de oro para el país en la historia de los Juegos Panamericanos.
Rijo se retiró en el año 2009.

## Premios y reconocimientos
Rijo recibió la exaltación al Pabellón de la Fama del Deporte Dominicano en septiembre de 2016.
El Ministerio de la Mujer Dominicana le otorgó la Medalla al mérito a la mujer dominicana en 2017, por su liderazgo y aportes en el deporte.
Las Estrellas Orientales la homenajearon y le entregaron una placa de reconocimiento. Le concedieron hacer el lanzamiento de honor de la primera bola, antes de su partido frente a los Leones del Escogido, en el estadio Tetelo Vargas. Rijo recibió una placa de reconocimiento a nombre de las Estrellas, de manos de su presidente, el licenciado José Manuel Mallén. En la placa, Rijo es señalada como orgullo de San Pedro de Macorís, su ciudad natal.